# Gaspar Thous i Orts
Gaspar Thous i Orts (Benidorm, 17 de juliol de 1836 - Filipines, 14 d'octubre de 1891) va ser un escriptor, periodista i advocat valencià, Junt al seu germà Josep Joaquim Thous Orts i el seu nebot Maximilià Thous Orts, va fundar diverses revistes, entre elles El Palleter, El pensamiento de Madrid, i en va dirigir unes altres, entre les quals destaquen Boletín de Guerra, La Señera, El Roder o El Zuavo. Va escriure obres com Margarita del Carmen, El cuarto mandamiento, El palleter, Les enramades i En la via.

## Biografia
Periodista, escriptor i advocat. Pertanyé a l'antic llinatge dels Thous. Cursà Dret a València i Madrid, i exercí d'advocat en la seua ciutat. Atret pel periodisme i l'agitada vida política del seu temps, tornà a Madrid, on fundà la revista literària “El Pensamiento de Madrid”, el periòdic El fuelle i col·laborà en diverses publicacions. Poc després entrà com a redactor de “La Voix de la Patrie" a Baiona. El 1872 s'incorporà a l'exèrcit carlista del nord. Va ser advocat consultor de la Diputació de Guerra d'Àlaba i director del “Boletín de Guerra”. En la caserna general del Maestrat, va ser director del “Òrgan Oficial de l'Exèrcit del Centre”, titulat “La Vanguardia”, i el càrrec de governador civil de la zona de Castelló ocupada pels carlistes. El juliol del 1875 va desertar de l'Exèrcit carlista del Centre i es va presentar a l'exèrcit liberal, acollint-se al conveni de Cabrera. En arribar la pau, tornà a València on dirigí “La Señera”, “El Roder”, “El Zuavo” entre d'altres publicación. Acabada la guerra, va continuar la seva tasca periodística a València. L'any 1877 va fundar amb el seu germà Josep La Unión Católica. No obstant, per difèrencies amb els propietaris legals, el 1880 van crear un altre periòdic, La Señera. Quan l'any 1881 La Señera i La Unión Católica es van fondre en La Lealtad, els germans Thous se'n oposaren i van fundar El Almogávar, que poc després va ser succeït per El Zuavo, periòdic ultramontà d'ideologia tradicionalista carlina, però partidari de la política catòlica possibilista i contrari al corrent integrista de Cándido Nocedal i el seu diari El Siglo Futuro.Més endavant els dos germans van fundar el setmanari satíric El Palleter i per delictes d'injúries a Alfons XII Gaspar Thous va arribar a ser empresonat. En aquest temps també es va dedicar a conrear la poesia, el teatre, la novel·la i l'assaig. El 1888 ingressà en el cos jurídic d'Ultramar i el destinaren a les Filipines, on va morir el 1891 a l'illa de Negros. Fou pare del també periodista Gaspar Thous Caspe i sogre del periodista i director de " El Palleter " José Ombuena Asensi.

## Obra

### Narrativa
- El palleter (1882)
- Margarita del Carmen
- El cuarto mandamiento

### Teatre
- Les enramades (estrenada el 1900)